# Joseph Milik
Joseph Milik (Sterdyń, 24 marzo 1922 – Parigi, 6 gennaio 2006) è stato un presbitero e archeologo polacco.
È noto per aver scoperto, tradotto e pubblicato i frammenti aramaici del Libro di Enoch e altri manoscritti di Qumran, operando in collaborazione con Dominique Barthélemy, Roland de Vaux e altri.
Multilingue, Milik parlava russo, italiano, francese, tedesco, inglese, oltre al polacco e a diverse lingue morte.

## Biografia
Nativo di Seroczyn, nel 1944 si iscrisse all'Università cattolica di Lovanio per apprendere l'ebraico, il greco, il latino, l'aramaico e il siriaco. Due anni più tardi fu ordinato sacerdote a Varsavia.
Alla fine degli anni Quaranta, entrò a far parte del Pontificio Istituto Orientale e del Pontificio Istituto Biblico per imparare  l'arabo e il georgiano, l'ugaritico, l'accadico, il sumero, l'egiziano e l'ittita.
Nel '57 pubblicò il volume dal titolo Dix ans de découvertes dans le désert de Juda (Dieci anni di scoperte nel deserto di Giuda). Nel '69 si sposò, lasciò il sacerdozio e si trasferì a Parigi.
Nel '76 diede alle stampe Les livres d'Hénoch : fragments araméens (I libri di Enoch: Frammenti aramaici).
Collaborò come ricercatore col CNRS francese fino al suo pensionamento nel 1987.

## Opere
- Milik, Dix ans de découverte dans le désert de Juda (Discoveries in the Judean Desert), 1957
- Milik, Milki-sedeq et Milki-resa dans les anciens écrits juifs et chrétiens, 1972
- Milik, The Books of Enoch: Aramaic Fragments Qumran Cave 4 (in collaborazione con Black M.), 1976
- Milik, Écrits préesséniens de Qumran : d’Hénoch à Amram, 1978